# Distrito de Samastipur
Samastipur (en bihari; समस्तीपुर जिला) es un distrito de India en el estado de Bihar. Código ISO: IN.BR.SM.
Comprende una superficie de 2 905 km².
El centro administrativo es la ciudad de Samastipur.

## Demografía
Según censo 2011 contaba con una población total de 4 254 782 habitantes.